# Cat Scratch Fever (chanson)
Pour la chanson, voir Cat Scratch Fever.
Cat Scratch Fever est une chanson écrite et interprétée par Ted Nugent, dans l'album du même nom sorti en 1977. Elle fut reprise par Motörhead dans l'album March ör Die en 1992, puis par le groupe Pantera sur la bande originale du film Detroit Rock City sortie en 1999. La chanson est également présente dans le film Bienvenue à Marwen (2018).